# マーヴィン・トケイヤー
マーヴィン・トケイヤー（Marvin Tokayer, 1936年 - ）は、アメリカのラビ、教育家。滞日生活が長く、日本通として知られる。

## 経歴
ニューヨークでハンガリー系ユダヤ人の家庭に生まれる。1958年にイェシヴァ大学を卒業。1962年、ユダヤ神学校でラビの資格を取得。同年、アメリカ軍の従軍ラビとして初訪日し、1964年まで日本で過ごす。
1967年に再び訪日し、ラビとして東京都渋谷区広尾の日本ユダヤ教団に勤務。1976年まで日本に滞在し、ユダヤ人と日本人の比較文化論を発表。また、ヘブライ語を話す皇族の三笠宮崇仁親王と親交を結んだ。日ユ同祖論にも関心を示した。早稲田大学の教壇に立ち、古代ヘブライ文化を教えたこともある。
米国に帰国後、ユダヤ人学校の校長を歴任。現在ニューヨーク州在住。
2016年11月、旭日双光章受章。

## 著書
- 『日本には教育がない・ユダヤ式天才教育の秘密』徳間書店、1976年
- 『ユダヤ処世術・5000年の苦難を生き抜いた英知』徳間書店、1980年
- 『聖書に隠された日本・ユダヤ封印の古代史―失われた10部族の謎』 徳間書店、1999年、ISBN 4198609659
- 『聖書に隠された日本・ユダヤ封印の古代史(2)―仏教・景教篇』 徳間書店、2000年、ISBN 4198611440 （共著）
- 『日本人は死んだ―「仕方がない」の哲学では蘇生できない』 日新報道、2000年、ISBN 4817400269 （新版）
- 『河豚計画』 日本ブリタニカ、1979年（共著）
- 『日本病について』 加瀬英明訳、徳間書店、1977年
- 『ユダヤ5000年の教え―世界の富を動かすユダヤ人の原点を格言で学ぶ』 実業之日本社、2004年、ISBN 440839551X、のち小学館新書
- 『ユダヤ5000年の知恵―聖典タルムード発想の秘密』 実業之日本社、1971年、ISBN 4408100110、ISBN 4408395749 （新装版）、のち講談社+α文庫
- 『ユダヤ商法』 日本経営合理化協会出版局、2000年、ISBN 4891010142
- 『富と成功の秘訣―ユダヤ5000年の叡智』 日本経営合理化協会出版局、2007年、ISBN 9784891012083
- 『ユダヤ人5000年のユーモア―知的センスと創造力を高める笑いのエッセンス』 日本文芸社、1998年、ISBN 4537026308
- 『ユダヤ人の発想』 徳間書店、1994年、ISBN 4198902194
- 『ユダヤ製国家日本―日本・ユダヤ封印の近現代史』 徳間書店、2006年、ISBN 4198621217
- 『ユダヤ知恵の宝石箱―ラビの語るユダヤ人の生き方』 産業能率大学出版部、1987年、ISBN 4382043670
- 『ユダヤと日本 謎の古代史』 産業能率大学出版部、1975年、ISBN 438204376X
- 『ラビ・トケイヤーの校長日記―21世紀型教育のすすめ なぜ誰もが英才児になるのか』 徳間書店、1996年、ISBN 4198604657
- 『ユダヤ・ジョーク集』加瀬英明訳（上記の多くも）講談社+α文庫、1994年、実業之日本社・新書判 2007年

## 対談など
- ポール・ボネ共著『裸の超大国ニッポン 憂日対談』プレジデント社〈プレジデントブックス〉、1979年4月。
- 中丸薫との共著『日本とユダヤ/魂の隠された絆　日本人の霊力を呼び覚ますユダヤ人の叡智!』 徳間書店、2007年、ISBN 4198622817